# Головний бескидський маршрут

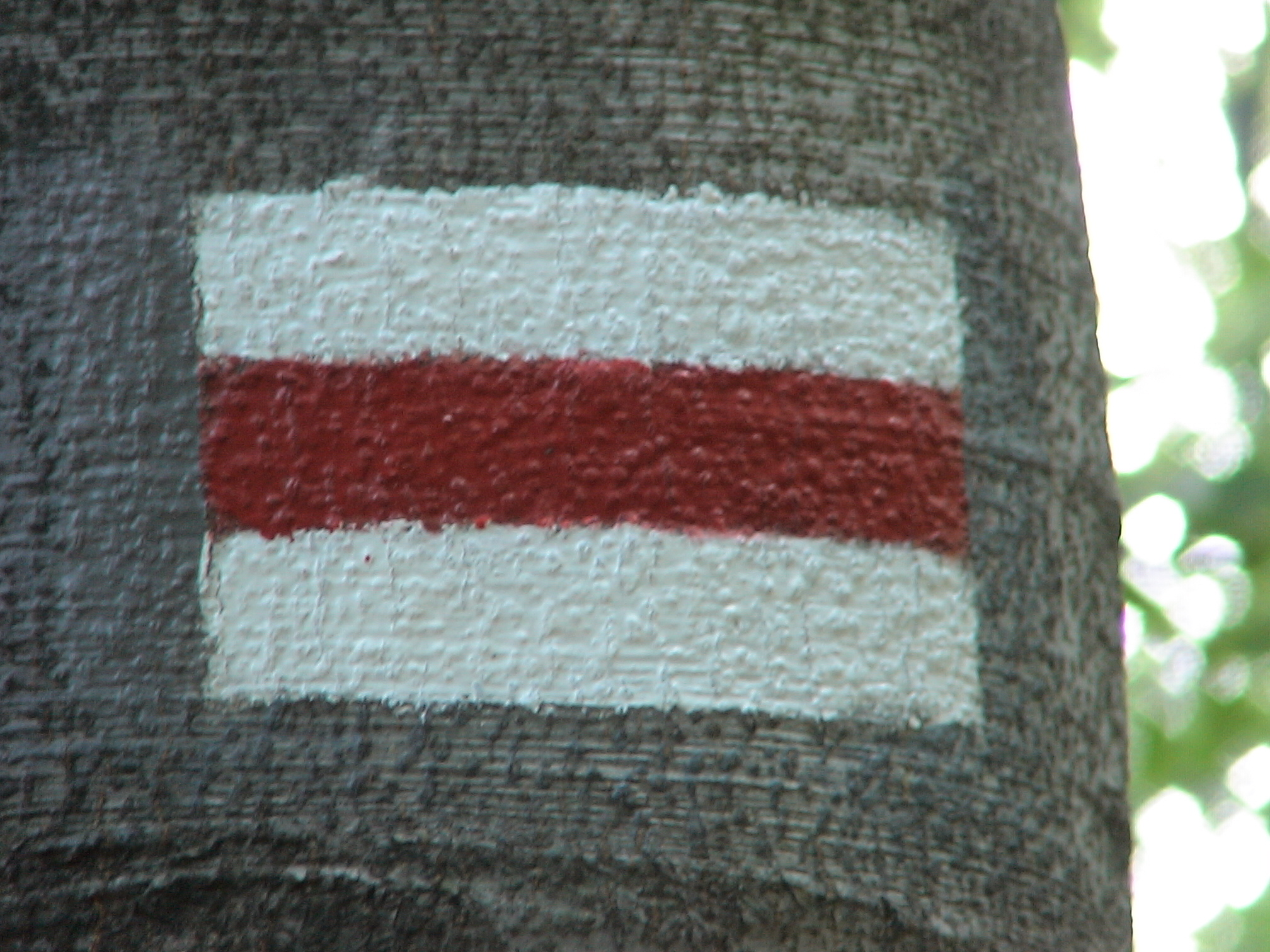
Маркування маршруту

Головний бескидський маршрут імені Казімєжа Сосновського (пол. Główny Szlak Beskidzki imienia Kazimierza Sosnowskiego, GSB) — пішохідний гірський маршрут маркований червоним кольором, переходячий від Устроні у Сілезьких Бескидах до Волосатого у Бещадах.
Найдовший маршрут у польських горах, має приблизно 496 км довжини, проходить через Сілезькі Бескиди, Бескид Живєцький, Ґорце, Бескид Сондецький, Низькі Бескиди та Бещади. Переходячи через найвищі частини польських Бескидів дозволяє доступ на: Стожек Вєлькі (чеськ. Велькі Стожек), Баран'ю Ґуру, Баб'ю Ґуру, Поліцю, Турбач, Любань, Прегибу, Радж'єйову, Явожину-Криніцьку, Ротунду, Цергову, Хрещату, Смерек і Галіч та до селищ таких як Устронь, Венґєрска-Ґурка, Йорданув, Рабка-Здруй, Крощєнко-над-Дунайцем, Ритро, Криниця-Здруй, Івонич-Здруй, Риманув-Здруй, Команча, Тісна, Устрики Горішні і т. д.
Головний бескидський маршрут був створений в міжвоєнному періоді. Траса західної частини (Устронь-Кринуця) була проектована Казімєжом Сосновським і закінчена в 1929 році. Східна частина, згідно з проектом Мечислава Орловича була закінчена в 1935 році і водила аж до Чорногори, що в цей час знаходилася в межах Польщі. Між 1935 й 1939 носив ім'я Юзефа Пілсудського..

## ҐСБ а Україна
Головний бескидський маршрут пов'язані з українсько-польцьким кордоном на Буковьским перевалі у Бещадах, давніше йшов також теперішніми українськими Карпатамі.

## Рекорди
Зараз найкоротший час подолання всього маршруту належить до Мачєя Вєнцека (inov-8 team PL) і виносить 114 годин і 50 хвилин. Цей подвиг вдалося йому зробити в дні 20 — 24 червня 2013.. Раніше майже 7 років цей рекорд належав до Пйотра Клосовіча, якому у вересні 2006 року подолання всього маршруту зайняло 168 годин. Обидва бігуни перемогли ҐСБ зі сходу на захід, хоча Пйотр Клосовіч зробив це без підтримуючої команди тоді як Мачєй Вєнцек з підтримкою.

## Галерея

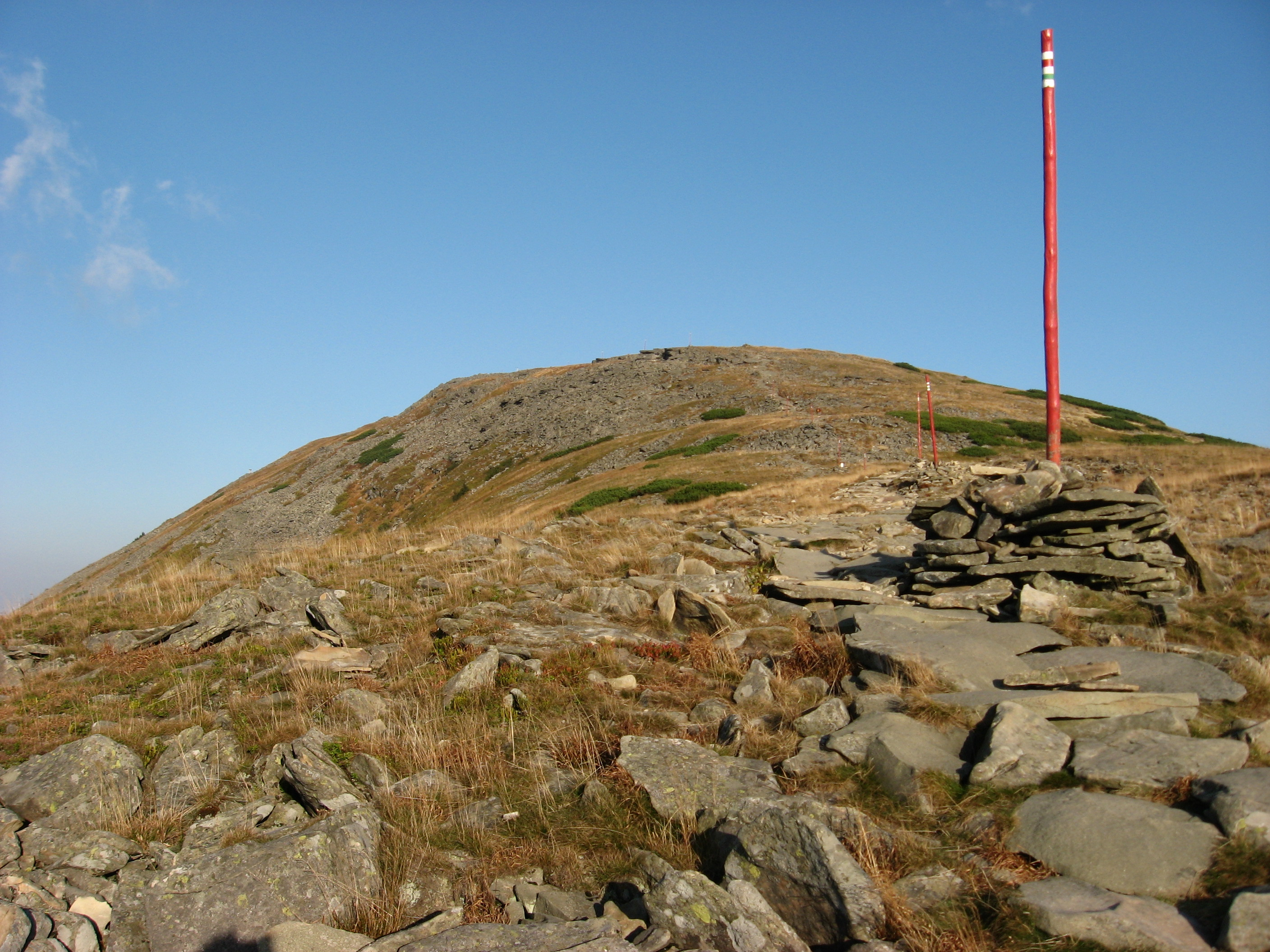
Вершина Баб'ї Ґури (1725 м, найвища точка маршруту)
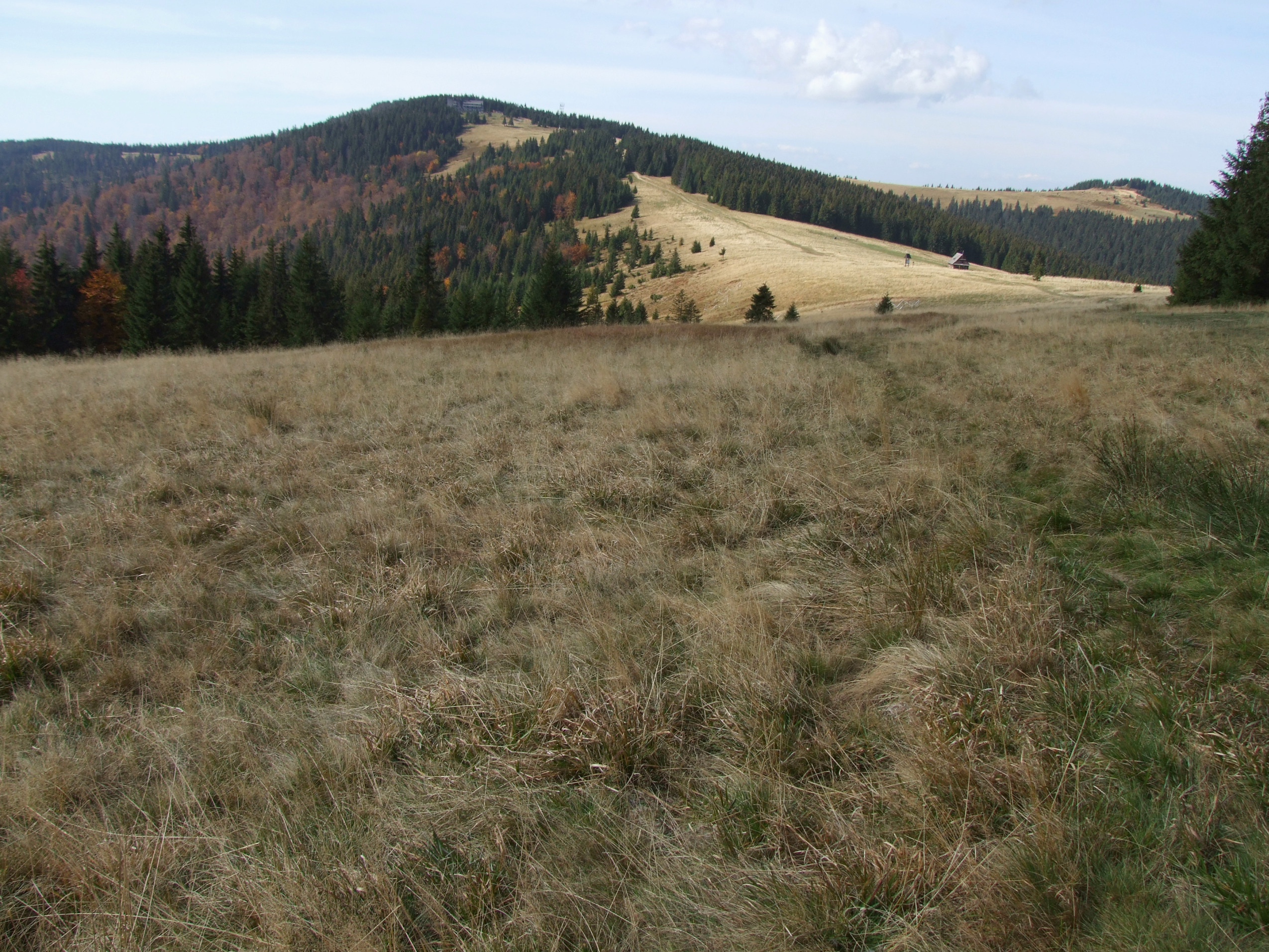
Турбач і Халя Длуґа ("довга лука")
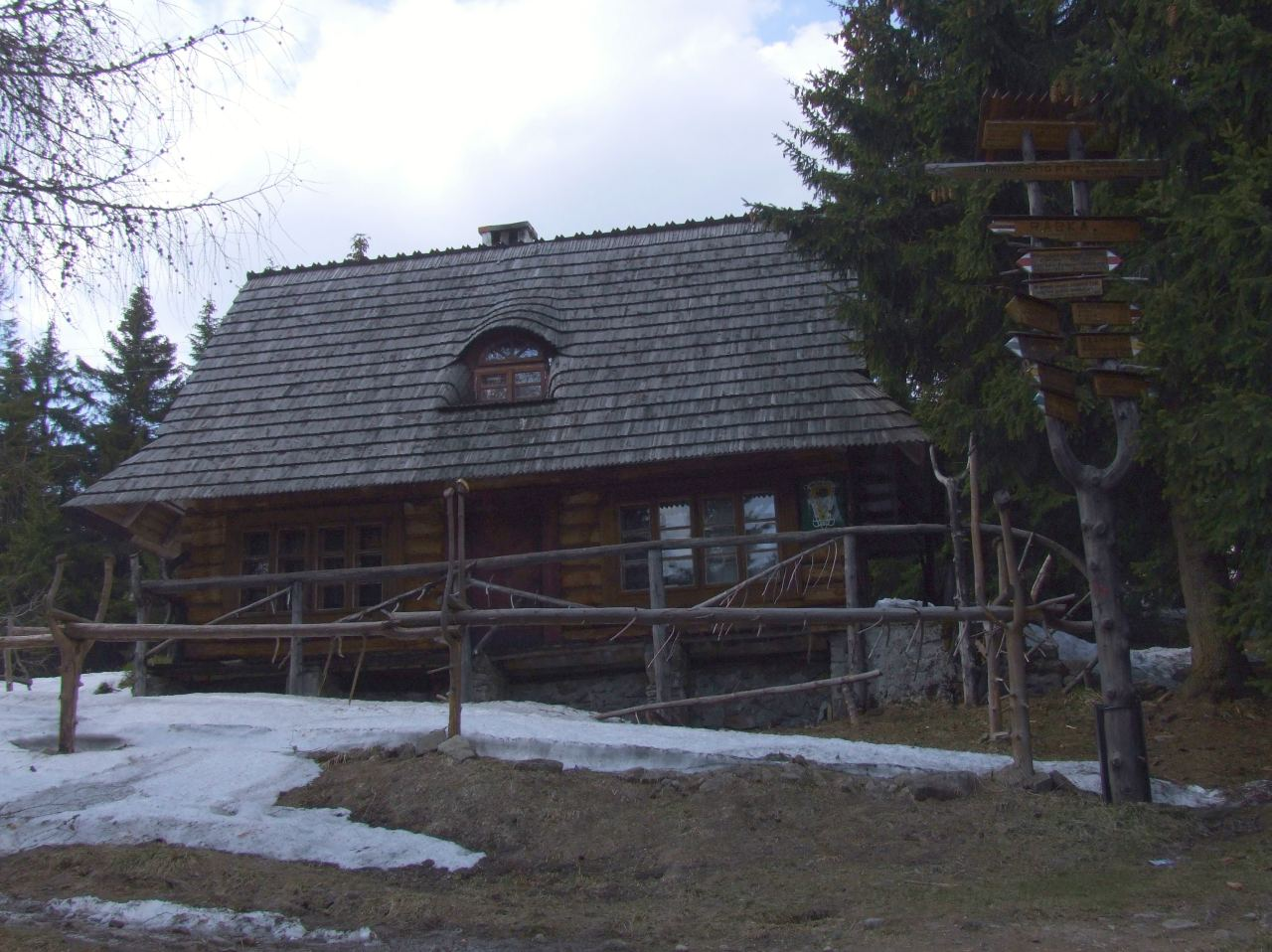
Будинок ПТТК (Польського туристичного суспільства) на Турбачу (Ґорце)
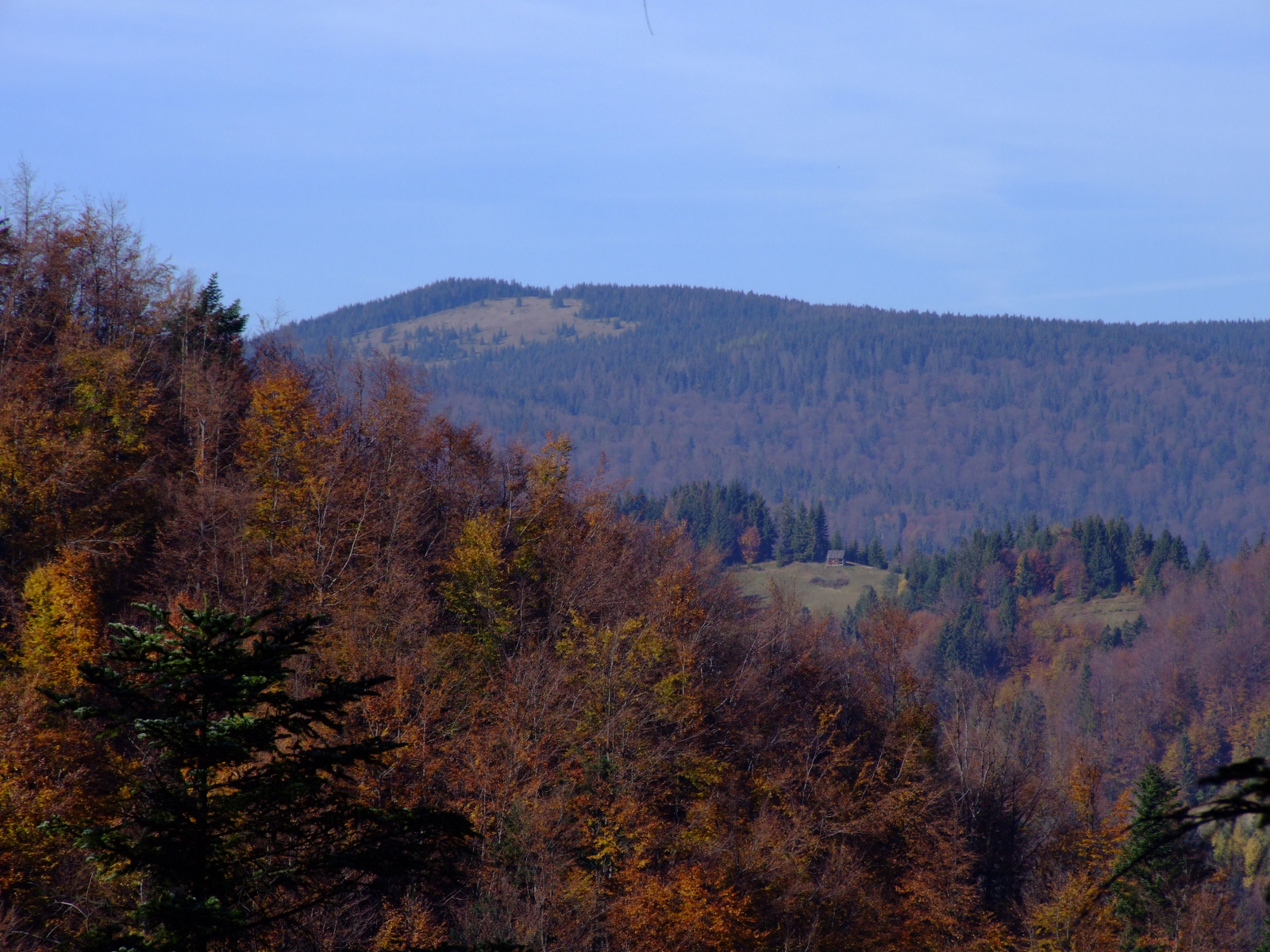
Вид на Кічору з хребта Любані
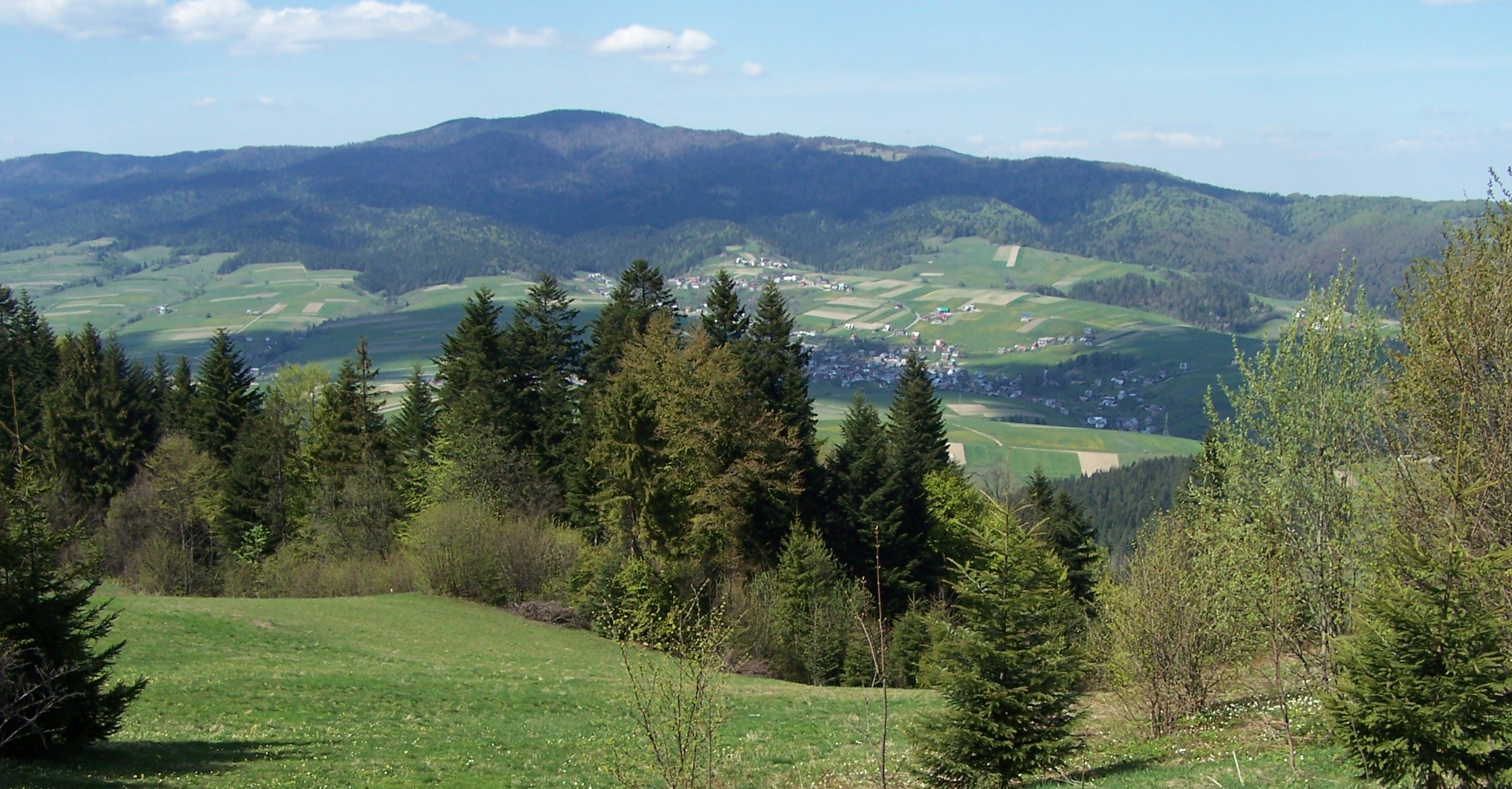
Хребет Любані (Ґорце) бачений з П'єнін
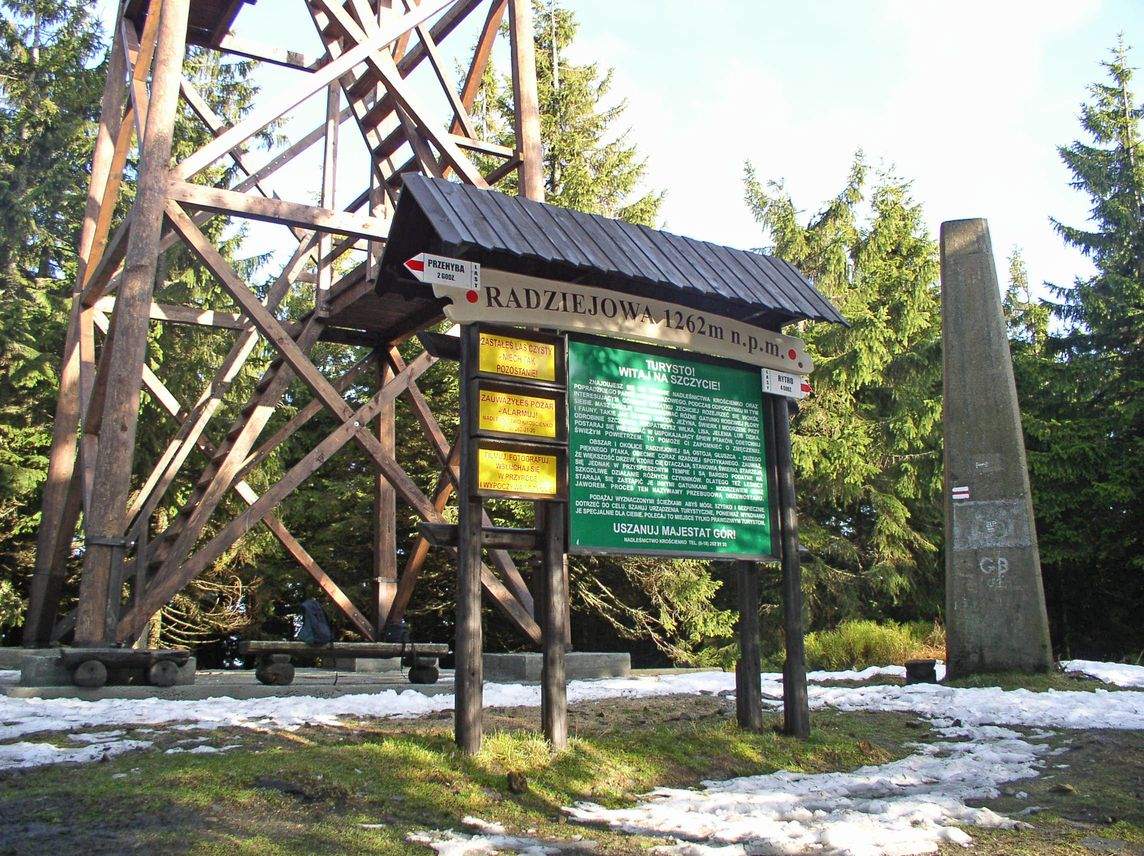
Вершина Радж'єйової